# 蘇煥學
蘇煥學（1942年—），京劇鼓師，哈爾濱人，以京劇司鼓藝術上的成就獲評為中國國家1級演員的正高級職稱，長期在直屬中華人民共和國文化部的（北京）中國京劇院（現在的中國國家京劇院）工作，做鼓師。
1956年蘇煥學考入中國戲曲學校，其後在1962年入中國京劇院四團，他在1991年錄製《中國京劇鑼鼓經大全》錄音資料。
2001年，他應邀到台灣，給台灣國立國光劇團的新編神話題材京劇《牛郎織女天狼星》做武場藝術指導和打擊樂設計，指導武場樂隊，並在樂隊裡當客座打擊樂演奏員，演奏民樂排鼓等樂器，在台灣國家戲劇院首演後，又到台灣南部的嘉義市等地巡迴公演。
跟他學京劇打鼓藝術的學生有孫宇、台灣的金彥龍等。